# 馬屋上・野谷地区乗合タクシー
馬屋上・野谷地区乗合タクシー（まやかみ・のだにちくのりあいタクシー）は、岡山市北区にて運行されている予約制乗合タクシー。愛称はあいタク。

## 概要
- 岡山市北区の馬屋上・野谷地区では、地域住民の買い物や通院等の日常生活に必要な移動手段を確保することを目的として、馬屋上・野谷の生活交通を考える会がエスアールティー岡山営業所（現：岡山空港営業所）に委託する形で運行開始した[3]。
- 運賃は区間により異なっている。
  - 馬屋上・野谷地区（リサーチパーク入口（馬屋上地区・桃丘地区）・工業技術センター（桃丘地区）・国立病院（横井地区）を含む）のみの場合は1回利用大人500円、子供250円、6歳未満は無料。
  - 横井地区（国立病院を除く）にまたがって利用する場合、1人で利用する場合は1回利用大人1,000円、子供500円、6歳未満は無料、2人以上で利用する場合は1回利用大人500円、子供250円、6歳未満は無料。
  - 指定されたバス停（以下の4カ所に限る）で路線バス・空港リムジンバスとの乗り継ぎの場合は1回利用大人100円、子供50円、6歳未満は無料。
    - 工業技術センター（中鉄バス）
    - リサーチパーク入口（中鉄バス）
    - 岡山桃太郎空港（岡電バス・中鉄バス・下電バス）
    - 辛香口（岡電バス・中鉄バス）

  - 高齢者・障害者は障害者手帳（身体障害者手帳・療育手帳・精神障害者保健福祉手帳）等・「おかやま愛カード」（運転経歴証明書）の提示で100円割引（ただし、指定されたバス停で路線バスとの乗り継ぎの場合を除く）。
- 平日のみ運行。土曜日・日曜日・祝日は運休。
- 運行は、エスアールティー岡山空港営業所に委託されている。
- 予約制を採用しており、午前の便は乗車前日の17:00までに、午後の便は乗車当日の1時間前までにエスアールティー岡山空港営業所まで電話予約が必要。
- 8人乗り、5人乗りを使用している。

## 沿革
- 2019年9月30日 - 試験運行開始[4]。
- 2021年4月1日 - 本格運行開始[5]。

## 路線
- 岡山桃太郎空港 - 馬屋上・野谷地区 - リサーチパーク入口 - 工業技術センター - 国立病院 - 難波医院 - エブリイOkanaka津高 - 津高営業所妙でん寺前
- 岡山桃太郎空港 - 馬屋上・野谷地区 - 辛香口 - 国立病院 - 難波医院 - エブリイOkanaka津高 - 津高営業所妙でん寺前
  - 平日のみ運行。
  - 区域運行のため、コースはその都度変更される。
  - 横井地区（国立病院を除く）は、馬屋上・野谷地区行きは乗車のみ、馬屋上・野谷地区発は降車のみの扱いとなる。

## 車両
- 8人乗り、5人乗りを使用している。